# Laurent Caiolo Serra
Laurent Caiolo Serra (10 novembre 1978) è un ex sciatore alpino e sciatore freestyle francese.

## Biografia
Caiolo Serra, originario di Grenoble, nella prima parte della sua carriera gareggiò nello sci alpino: in Coppa Europa esordì il 15 gennaio 1996 a Les Orres in discesa libera (77º) e ottenne il miglior piazzamento il 6 marzo 2001 a Sestriere nella medesima specialità (9º), mentre in Coppa del Mondo disputò due gare, le discese libere di Bormio del 28 e 29 dicembre 2001, classificandosi rispettivamente 39º e 41º. Si ritirò durante la stagione 2003-2004 e la sua ultima gara fu la discesa libera di Coppa Europa disputata il 28 gennaio a Tarvisio, chiusa da Caiolo Serra al 34º posto.
Da quella stessa stagione 2003-2004 si dedicò al freestyle, specialità ski cross; in Coppa del Mondo esordì il 23 novembre 2003 a Saas-Fee (44º), ottenne il miglior piazzamento il 10 febbraio 2005 a Naeba (5º) e prese per l'ultima volta il via il 5 marzo successivo a Grindelwald (19º), ultima gara della sua carriera. Non prese parte a rassegne olimpiche o iridate, né nello sci alpino né nel freestyle. 

## Palmarès

### Sci alpino

#### Coppa Europa
- Miglior piazzamento in classifica generale: 84º nel 2002

#### Campionati francesi
- 1 medaglia:
  - 1 oro (supergigante nel 2002)

### Freestyle

#### Coppa del Mondo
- Miglior piazzamento in classifica generale: 60º nel 2005
- Miglior piazzamento nella classifica di ski cross: 21º nel 2005